# Viktoras Pivrikas
Viktoras Pivrikas (* 11. August 1950 in Seda, Rajongemeinde Mažeikiai; † 9. Juni 2013) war ein litauischer Arzt und Politiker von Palanga.

## Leben
Nach dem Abitur von 1956 bis 1967 an der 10. Mittelschule Klaipėda absolvierte er von 1968 bis 1974 das Studium der Medizin am Kauno medicinos institutas (KMI).
Von 1974 bis 1988 arbeitete er im Krankenhaus Klaipėda. 1985 promovierte und 1990 habilitierte er.
Von 1988 bis 1990 war er wissenschaftlicher Mitarbeiter am KMI. Ab 1998 war er Professor an der Klaipėdos universitetas.
Ab 1990 war er Mitglied der Lietuvos demokratinė darbo partija und ab 2001 der Lietuvos socialdemokratų partija.
Von 1995 bis 2000 und von 2007 bis 2011 war er Mitglied im Stadtrat Palangas.

## Quelle
- VRK.lt